# Tommy Thompson
Pour les articles homonymes, voir Thompson.
Tommy George Thompson, né le 19 novembre 1941 à Elroy, est un homme politique américain. Membre du Parti républicain, il est gouverneur du Wisconsin entre 1987 à 2001 puis secrétaire à la Santé et aux Services sociaux entre 2001 et 2005 dans l'administration du président George W. Bush.

## Biographie
Il est diplômé en droit de l'université du Wisconsin à Madison et commence en 1966 sa carrière politique en tant que représentant à l'Assemblée de l'État du Wisconsin.
Gouverneur républicain du Wisconsin pendant 14 ans du 5 janvier 1987 au 1er février 2001, il quitte ce poste au cours de son 4e mandat consécutif pour celui de secrétaire à la Santé dans l'administration de George W. Bush, où il déploie tous ses efforts à la lutte contre le bio-terrorisme.
En 2004 il déclare « je ne comprends pas pourquoi les terroristes n'ont pas attaqué notre système d'approvisionnement de nourriture, c'est tellement facile à faire ».
Il ne participe pas au second cabinet Bush et laisse la place à Michael Leavitt le 26 janvier 2005.
En février 2005, Tommy Thompson exclut de se représenter de nouveau en 2006 pour le poste de gouverneur du Wisconsin, où sa popularité demeure encore très forte.
Il est recruté par la direction de VeriChip Corporation, une compagnie spécialisée dans les puces d'identification par radiofréquence (RFID) sous-cutanées (insérables sous la peau). Il se fait le porte-parole de cette technologie en faisant la publicité de ses possibilités comme l'insertion d'informations médicales, son utilisation comme carte de crédit ou encore son utilisation militaire. Au cours d'une interview, il affirme faussement avoir testé lui-même la puce avant de la recommander au public[réf. nécessaire].
En août 2005, il lance un comité exploratoire en vue de préparer son éventuelle candidature à l'élection présidentielle de 2008.
En 2006, il est un associé du cabinet juridique Akin Gump situé à Washington, D.C. et est un conseiller de la firme Deloitte, dont il préside le centre de santé.
Il est de confession catholique et se prononce contre le droit à l'avortement[réf. nécessaire].
En 2012, il est le candidat républicain pour le siège du Wisconsin au Sénat des États-Unis.